# Zeevonk
Zeevonk (englischer Festivaltitel Sea Sparkle) ist ein belgisch-niederländischer Jugendfilm unter der Regie von Domien Huyghe aus dem Jahr 2023. Der Film feierte am 17. Februar 2023 auf der Berlinale seine Weltpremiere in der Sektion Generation.

## Handlung
Teenagerin Lena, eine geschickte Seglerin, ist in großer Trauer. Das Fischerboot ihres Vaters hat Schiffbruch erlitten. Der Vater starb unter mysteriösen Umständen zusammen mit zwei weiteren Fischern und wird in Klatsch und Tratsch für die Tragödie verantwortlich gemacht. Lena akzeptiert diese Schuldzuweisung nicht und will die wahre Ursache finden. Sie glaubt, ein riesiges Seemonster hause in der Nordsee, weil es durch die Erderwärmung aus seinem ursprünglichen Lebensraum vertrieben worden sei. Es treibe in den Tiefen sein Unwesen. Mit unglaublichem Einsatz macht sich Lena zu einer Fahrt gegen den Wind auf, um die Existenz des Untiers zu beweisen und den Namen ihres Vaters reinzuwaschen. Trotz Trauer und Wut findet sie im Meer auch Trost und Halt.

## Produktion

### Filmstab
Regie führte der Belgier Domien Huyghe, Zeevonk ist sein erster Spielfilm. Das Drehbuch stammt von Domien Huyghe, Wendy Huyghe und Jean-Claude Van Rijckeghem. Die Kameraführung lag in den Händen von Anton Mertens und für den Filmschnitt war Peter Alderliesten verantwortlich.
In wichtigen Rollen sind Saar Rogiers als Lena, Dunia Elwaleed als Kaz, Sverre Rous als Vincent, Valentijn Dhaenens als Lenas Vater und Hilde De Baerdemaeker als Mutter zu sehen.

### Produktion und Förderungen
Produziert wurde der Film von Dries Phlypo und Stephen Vandingenen.

### Dreharbeiten und Veröffentlichung
Drehort war Ostende, wo Domien Huyghe und seine Schwester aufgewachsen sind. Die Geschichte hat einen biografischen Bezug: Der Vater der beiden starb als junger Mann.
Der Film feierte am 17. Februar 2023 auf der Berlinale seine Weltpremiere in der Sektion Generation.
Der belgische Kinostart erfolgte am 29. März 2023 im Filmverleih von Paradiso Films. Finanzielle Förderung kam vom Flanders Audiovisual Fund, The Netherlands Film Fund und Eurimages.

## Auszeichnungen und Nominierungen
- 2023: Internationale Filmfestspiele Berlin